# Juan de Dios Rivas
Juan de Dios Rivas Margalef (Córdoba, 7 de julio de 1999) es un futbolista español que juega en la demarcación de defensa central para el Piast Gliwice de la Ekstraklasa.

## Trayectoria
Nacido en Córdoba, criado en la cantera del Séneca CF, en 2014 recaló en La Academia del Málaga CF para jugar en categoría cadete de segundo año. En las temporadas siguientes formaría parte del Juvenil con el que jugó la UEFA Youth League (Champions de juveniles) donde Sergio Pellicer, era el entrenador. Más tarde, fue subcampeón de España en Vigo cayendo ante el Real Madrid CF.
En 2018, da el salto al Atlético Malagueño con el que debutaría frente al Marbella FC el 2 de septiembre de 2018, en un encuentro del Grupo IV de la Segunda División B. 
Durante la temporada 2018-19 con el filial en Segunda B, disputaría un total de 33 partidos en el Grupo IV, pese a que el club malagueño no lograría mantener la categoría. 
El 14 de enero de 2020, debuta en la Segunda División de España con el primer equipo del Málaga CF en un encuentro frente a la SD Ponferradina que acabaría con victoria por un gol a cero.
Durante la temporada 2019-20 jugaría un total de 9 partidos en la Segunda División de España.
Tras realizar la pretemporada en verano de 2020 con el primer equipo, el defensa central formaría parte del primer equipo del Málaga CF para la temporada 2020-21, a las órdenes del técnico Sergio Pellicer con el dorsal número 5 a la espalda.

## Clubes
| Club               | País   | Año         | Partidos | Goles |  |
| ------------------ | ------ | ----------- | -------- | ----- |  |
| Atlético Malagueño | España | 2018-2020   | 33       | 0     |  |
| Málaga CF          | España | 2020 - 2024 | 120      | 8     |  |
| CD Tenerife        | España | 2024 - act. | 0        | 0     |  |
| Zamora CF          | España | 2025        |          |       |  |